# Valerianus
Publius Licinius Valerianus, född före 200, död omkring 262, var romersk kejsare från oktober 253 till 260 e.Kr. Efter att ha besegrats av perserkungen Shapur I togs han som krigsfånge, något som aldrig hänt en romersk kejsare tidigare.
Valerianus hade haft en framgångsrik karriär som senator innan han upphöjdes till romersk kejsare av sina soldater, strax efter att kejsarna Trebonianus Gallus, Volusianus och Aemilianus alla mördats av sina egna styrkor. Eftersom han redan var relativt gammal utsåg han sin son Gallienus till medkejsare.
Valerianus och hans son stod inför svåra utmaningar, då hot mot det romerska riket kom från franker, germaner och perser. Gallienus fick skydda rikets nordgräns, medan Valerianus gav sig av mot Syrien, där perserna och deras härskare Shapur I erövrat Antiochia. Trots inledande romerska framgångar förlorades Dura-Europos år 256, och under oklara omständigheter tvingades Valerianus själv och en stor del av hans här ge sig fångna till Shapur i Edessa år 260. Han sägs ha blivit kedjad, uppvisad i persiska städer, och tvingats agera levande stöd när perserkonungen steg upp på sin häst. Då han aldrig blev frigiven dog han i persisk fångenskap.

## Galleri

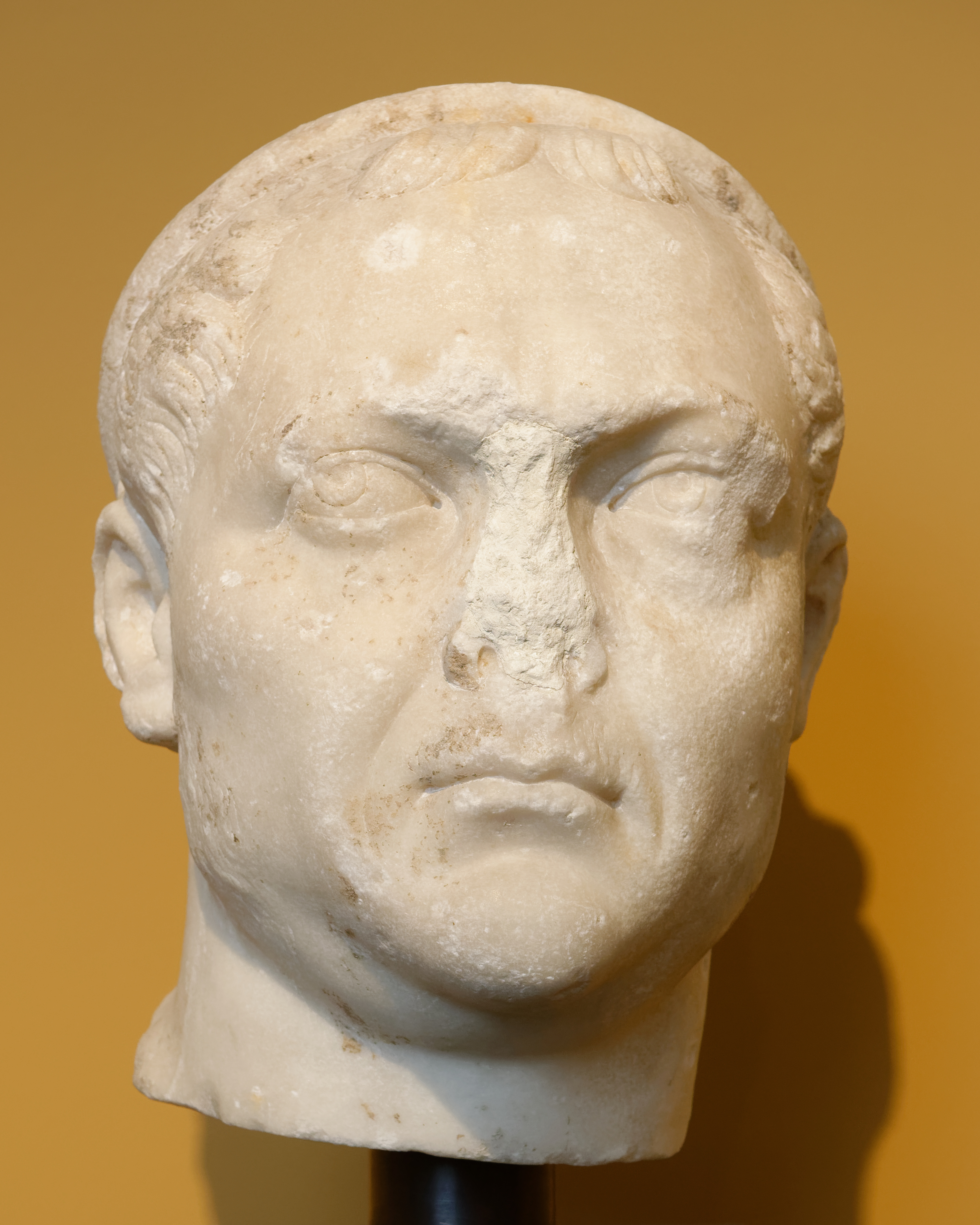
Marmorskulptur av Valerianus från Mindre Asien
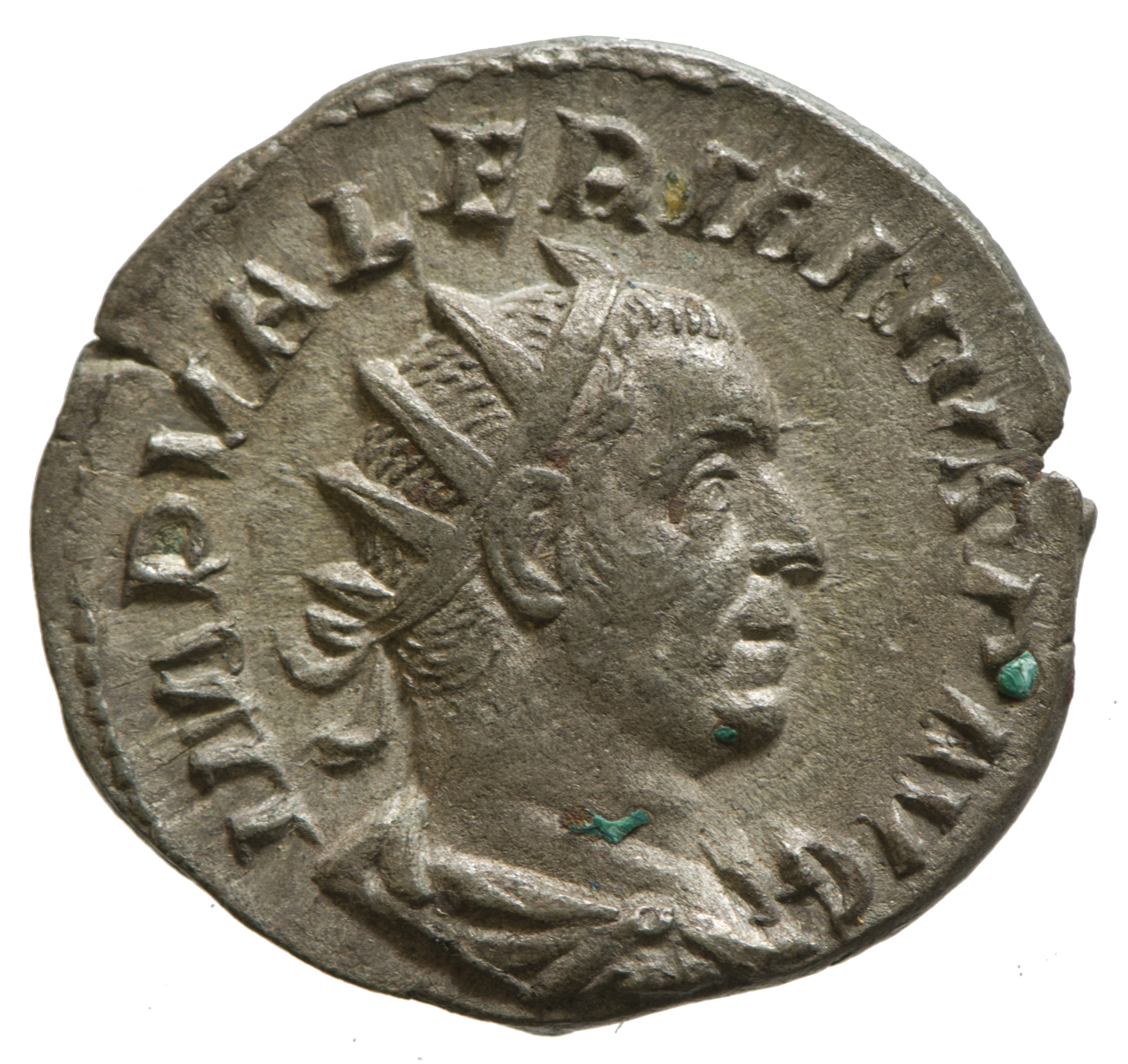
Mynt av Valerianus med solkrona
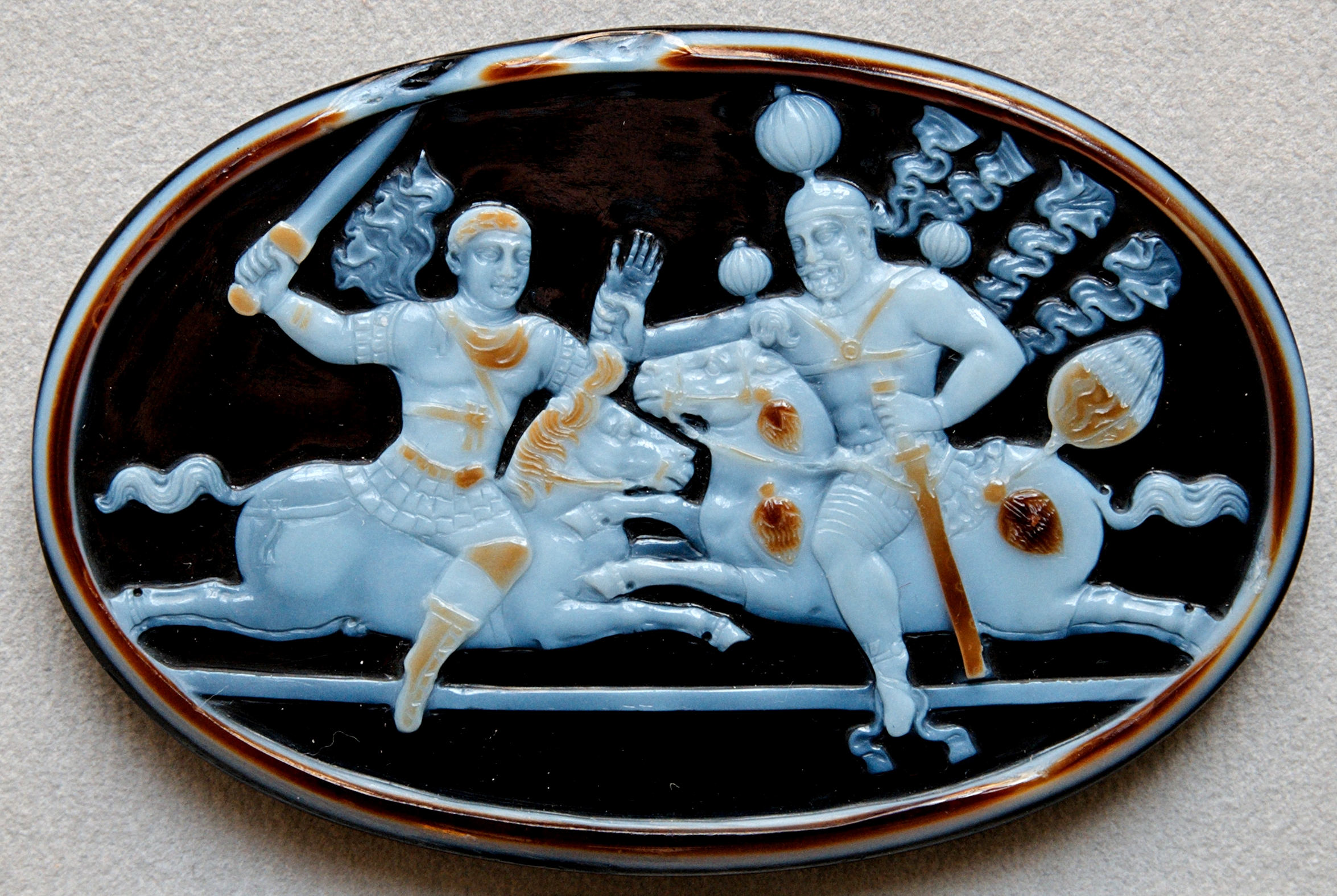
Kamé som visar Shapur I:s seger över Valerianus
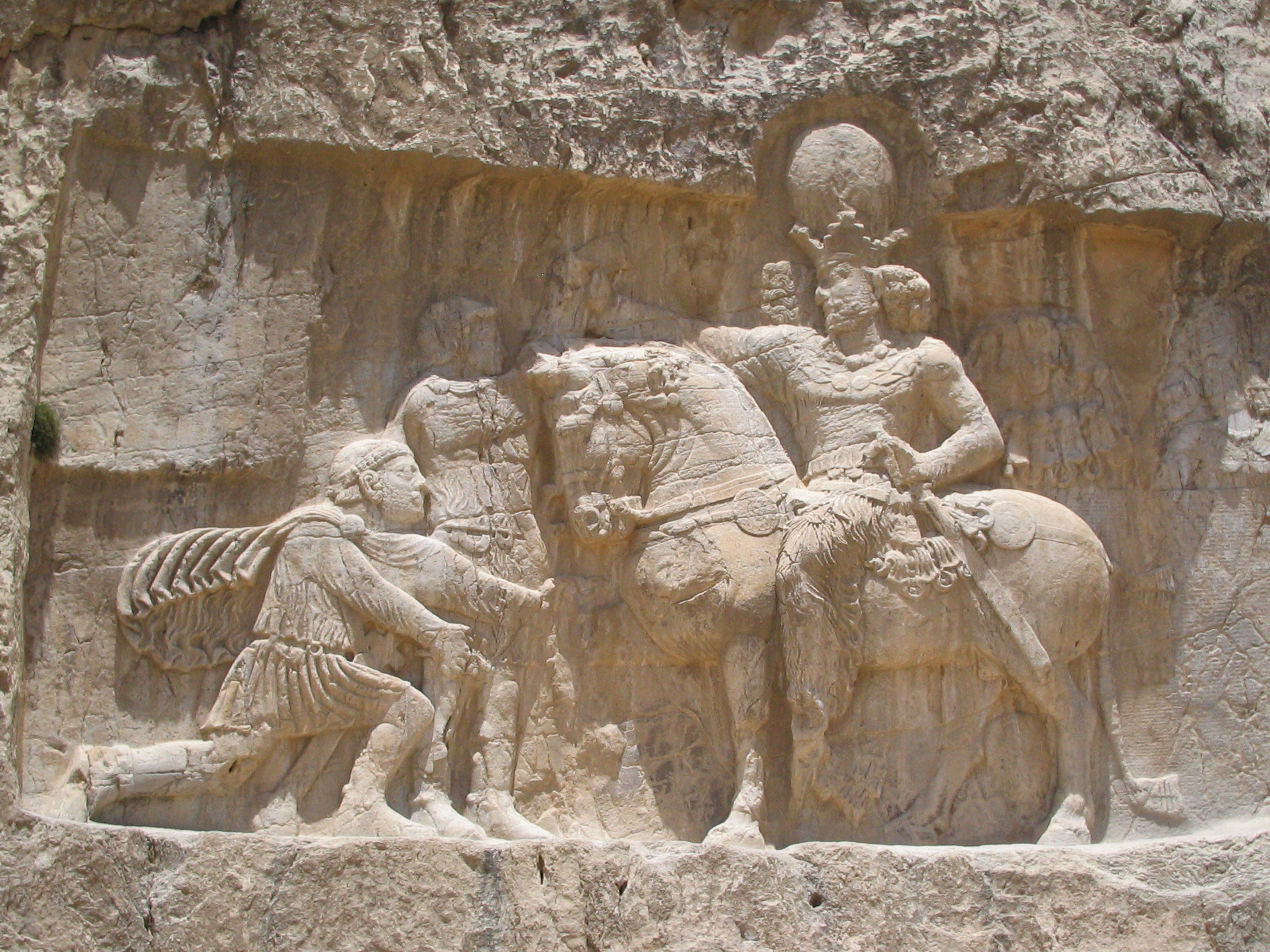
Valerianus I inför Shapur I. Lågrelief i Naqsh-e Rostam, utanför Shiraz i Iran.